# Tigrosa
Tigrosa es un género de arañas araneomorfas de la familia Lycosidae. Se encuentra en la zona neártica.

## Lista de especies
Según The World Spider Catalog 13.5:
- Tigrosa annexa (Chamberlin & Ivie, 1944)
- Tigrosa aspersa (Hentz, 1844)
- Tigrosa georgicola (Walckenaer, 1837)
- Tigrosa grandis (Banks, 1894)
- Tigrosa helluo (Walckenaer, 1837)